# Primer gobierno de Jorge Holguín Mallarino
El Primer gobierno de Jorge Holguín Mallarino en Colombia se presentó entre junio y agosto de 1909, tras la renuncia de Rafael Reyes Sus dos gobiernos hicieron parte de la Hegemonía Conservadora (1886-1930).

## Llegada al poder
La creciente oposición que surgió en contra del presidente Reyes, derivó en los eventos del Trecemarcismo, (ocurridos el 13 de marzo de 1909) que aceleraron la caída del gobierno. Reyes viajó a Santa Marta, dejando a cargo del gobierno a Holguín, quien asumió el 7 de junio de 1909. El presidente Reyes finalmente hizo pública su renuncia desde Santa Marta, el 27 de julio de 1909, y con ello Holguín fue confirmado en el cargo. Reyes deseaba que Holguín fuera su sucesor, pues le tenía afecto a Jorge.
Holguín fue designado por Reyes para ser su reemplazo luego de su renuncia, la cual se hizo oficial el 27 de julio de 1909. Sin embargo, el exvicepresidente Ramón González Valencia reclamó ser el sucesor natural de Reyes, y logró que la Asamblea Constituyente lo eligiera presidente el 3 de agosto de 1909, para completar el mandato de Reyes para 1910.

## Gabinete Ministerial
| Ministerio                        | Imagen | Nombre                           | Partido             | Inicio              | Final               |
| --------------------------------- | ------ | -------------------------------- | ------------------- | ------------------- | ------------------- |
| Ministro de Gobierno              |        | Jaime Córdoba                    |                     | 10 de junio de 1909 | 17 de junio de 1909 |
| Ministro de Gobierno              |        | Carlos Cuervo Márquez            | Partido Conservador | 18 de junio de 1909 | 3 de agosto de 1909 |
| Ministro de Relaciones Exteriores |        | Carlos Cuervo Márquez            | Partido Conservador | 10 de junio de 1909 | 28 de julio de 1909 |
| Ministro de Relaciones Exteriores |        | Hernando Holguín y Caro (e)      | Partido Conservador | 29 de julio de 1909 | 3 de agosto de 1909 |
| Ministro de Hacienda y Tesoro     |        | Fidel Cano Gutiérrez             | Partido Liberal     | 10 de junio de 1909 | 3 de agosto de 1909 |
| Ministro de Guerra                |        | Diego Euclides de Angulo Lemos   | Partido Conservador | 10 de junio de 1909 | 11 de julio de 1909 |
| Ministro de Guerra                |        | Gral. Roberto Urdaneta Gómez (e) | Partido Conservador | 12 de julio de 1909 | 3 de agosto de 1909 |
| Ministro de Obras Públicas        |        | Rafael Ortiz González            |                     | 10 de junio de 1909 | 3 de agosto de 1909 |
| Ministro de Obras Públicas        |        | Pedro A. Peña (e)                |                     | Agosto de 1909      | Agosto de 1909      |
| Ministro de Instrucción Pública   |        | José María González Valencia     | Partido Conservador | 10 de junio de 1909 | 3 de agosto de 1909 |

## Orden público
Pese a ese traspaso pacífico del poder, un grupo de estudiantes se reunió para protestar por la designación de Holguín y por el Tratado Cortés-Root-Arosemena, con el cual Colombia restableció relaciones diplomáticas con Estados Unidas (rotas desde 1903). Para evitar una masacre, dado que Reyes ordenó dispersar a los manifestantes a sangre y fuego, Holguín retiró de la asamblea el tratado y se negó a obedecer la orden de dispersión y a asumir su cargo en un principio.
A pesar de que fue el designado para completar el período de Reyes, el Congreso eligió a Ramón González Valencia como designado presidencial, dado que el era el vicepresidente de Reyes. En un principio Holguín se negó a reconocer las pretensiones de González, dado que él había renunciado a la vicepresidencia en 1905, y en cambio le ofreció un ministerio.
Tras la negativa de González y amenazado por los partidarios de éste (quienes manifestaron su deseo de poner a González en la presidencia por las armas)Holguín decretó el estado de sitio. La asamblea respondió convocando a elecciones para elegir a un nuevo presidente y destituir a Holguín, en agosto de 1909.
Finalmente Holguín entregó el poder el 3 de agosto de 1909 tras no presentarse a las elecciones extraordinarias que ganó con amplia ventaja Ramón González, pese a que sus partidarios le solicitaron no reconocer los resultados y mantenerse en el poder. Holguín sin embargo decidió aceptar la decisión de la asamblea y previendo una nueva guerra civil abandonó el cargo para la posesión de González el 7 de agosto de 1909.   